# Липно (озеро, Сенненский район)
Ли́пно (бел. Лі́пна) — озеро в Сенненском районе Витебской области Белоруссии. Относится к бассейну реки Черногостница.

## Общие сведения
Озеро Липно располагается в 17 км к северо-востоку от города Сенно. Рядом с озером находится агрогородок Ходцы. Высота над уровнем моря составляет 134 м.
Площадь зеркала составляет 1,21 км². Длина — 3,88 км, наибольшая ширина — 0,5 км. Длина береговой линии — 8,95 км. Наибольшая глубина — 5,8 м, средняя — 3,2 м. Объём воды в озере — 3,78 млн м³. Площадь водосбора — 46 км² (по другим данным — 40 км²).

## Морфология
Озеро сильно вытянуто с северо-запада на юго-восток. Котловина лощинного типа. Склоны преимущественно крутые, террасированные, суглинистые, покрытые кустарником. Высота северо-восточных склонов варьируется от 20 до 35 м, юго-западных — от 10 до 20 м. Юго-западные склоны прорезаны оврагами глубиной 4—6 м. Берега сливающиеся со склонами, песчаные, поросшие кустарником. Береговая линия слабоизвилистая. Высота берегов на двух концах озера достигает 0,2 м.
Подводная часть озёрной котловины корытоподобной формы. Мелководье песчаное, шириной 15—20 м. Литораль расширяется на юго-западе и северо-востоке и занимает 21 % площади озера. Глубже дно до глубины 3,8 м покрыто опесчаненным илом, ниже — глинистым илом. Присутствуют четыре острова общей площадью 2,9 га. В южной части озера встречаются отмели.

## Гидрология
Минерализация воды достигает 295 мг/л, прозрачность — 1,7 м. Водоём подвержен эвтрофикации, однако зарастает умеренно.
На северо-западе из озера Липно вытекает ручей, впадающий в озеро Ходцы. Через ручей перекинут мост, по которому проходит автодорога Р25 (Витебск — Сенно). На юго-востоке впадает безымянный ручей. Из склонов котловины бьют родники.

## Флора и фауна
Надводная растительность распространяется до глубины 1,5—2 м, образуя полосу шириной от 5 до 30 м. Подводная растительность представлена роголистником, урутью и рдестами, произрастающими на глубине до 2,2—2,5 м.
В озере водятся лещ, щука, окунь, плотва, карась, линь, краснопёрка, уклейка.

## Рекреационное использование
На берегу озера Липно расположена агроусадьба «Солнечный угол». Организовано платное любительское рыболовство. В светлое время суток разрешена подводная охота.